# Utricularia nelumbifolia
Espèce
Utricularia nelumbifolia est une espèce de plantes à fleurs de la famille des Lentibulariaceae. Cette plante carnivore aquatique est originaire du Brésil.

## Description
Utricularia nelumbifolia présente de grandes feuilles vertes cordiformes de 5 cm de diamètre. Ses hampes florales peuvent atteindre plus de 1 mètre de long. Ses fleurs sont mauves avec un palais ourlé de deux bandes jaunes.

## Répartition et habitat
Cette plante est endémique du Brésil et se rencontre entre 800 et 2 200 mètres d'altitude, mais seulement en épiphyte sur des bromélies dans un environnement volcanique relativement aride. Elle se développe également dans des climats tropicaux de montagne.

## Parasites et maladies
Les parasites et maladies sont surtout l'oïdium et le pythium.

## Systématique
Le nom correct complet (avec auteur) de ce taxon est Utricularia nelumbifolia Gardner.
Utricularia nelumbifolia a pour synonyme :
- Utricularia nelumbifolia var. macahensis Fromm